# 29. pehotni polk (Italija)
29. pehotni polk Pisa/Assietta (izvirno italijansko 29º Reggimento fanteria) je bil pehotni polk Kraljeve italijanske kopenske vojske.

## Zgodovina
Med prvo svetovno vojno je bil polk nastanjen na soški fronti, medtem ko je bil polk med drugo svetovno vojno (1940-43) nastanjen v Franciji, v Jugoslaviji in na Siciliji.